# Boy's Beat
Boy's Beatは、乙女ゲーム情報誌「B's-LOG」の「Boy's Fantasia」連載企画から誕生した、2006年結成の男性声優ユニット。ユニット名も読者公募で決定された。通称『B.B.』。

## 概要
- 2006年、岡本寛志、三宅淳一、根本幸多、鈴木賢、柴崎幸一の5人で結成。
- 2007年3月25日、B's-LOG5周年ファン感謝イベントで、柴崎幸一が卒業。
- 2007年7月、河本啓佑が加入。
- 結成当時、メンバーは全員青二プロダクション所属だったが、現在は河本啓佑がプロダクション・エースに移籍している。

## 主な出演作品

### ラジオ
- こえたま! らじお!! ファンタジスタ（2006年11月18日、ラジオ日本）ゲスト出演

### Webテレビ
- 俺たちドラスティックキラー☆（2008年7月 - 9月、GyaO!）

### 映画
- 夏休みのような1ヵ月（2008年）

### ゲーム
- drastic Killer（2008年7月、PlayStation 2）

### DVD
- Boy'sBeat First DVD『Summer Beat』（2006年9月、ソニー・ミュージックディストリビューション/エンターブレイン）

### CD
- 赤と黒～Corkscrew（2008年9月5日）
  - 「赤と黒～Corkscrew」（PlayStation 2『drastic Killer』オープニング曲）
  - 「二人のクロスロード」（PlayStation 2『drastic Killer』エンディング曲）

### 雑誌掲載
- hm3 SPECIAL vol.42 （06年11月）
- hm3 MEN'S SPECIAL vol.6（07年1月）
- hm3 SPECIAL vol.45 （07年2月）
- hm3 SPECIAL vol.46 （07年3月）
- hm3 SPECIAL vol.48 （07年5月）
- hm3 SPECIAL vol.49 （07年6月）
- hm3 SPECIAL vol.51 （07年9月）

- Voice Newtype （06年11月）

- 声優グランプリ （06年11月）

- 声王子2 （07年8月）

- アニカンR Vol.06-2007夏号A-（07年6月）
- アニカンR Vol.08-2007秋号PartI-（07年9月）
- アニカンR Vol.09 リニューアル準備 第1号

- anicanR Vol.12（08年3月）
- anicanR Vol.13（08年4月）
- anicanR Vol.16（08年6月）
- anicanR Vol.18（08年8月）

- B's-LOG5月号【Boy's Fantasia(付録DVD収録内容)】（07年3月）
- B's-LOG9月号【Boy's Fantasia(付録CD収録内容)】（07年7月）
- B's-LOG1月号【付録CD-ROM】（08年）
- B's-LOG2月号【drastic Killer座談会と付録DVD】
- B's-LOG3月号【付録CD-ROM】
- B's-LOG4月号【付録CD-ROM】
- B's-LOG5月号【付録CD-ROM】
- B's-LOG7月号
- B's-LOG8月号【付録CD-ROM】
- B's-LOG11月号【Boy's Fantasia(付録CD収録内容)】（2008年9月）

### その他
- Boy'sBeat First DVD『Summer Beat』発売記念イベント-（2006年10月）
- 自治労長野市職労結成50周年記念事業（昼の部）（2006年12月）
- 「Boy's Beat握手会 in コミケ71!!」 （2006年12月）
- 『声優ユニット 「Boy’s Beat」メンバーのトークイベント』（2007年6月）
- DAM the Movie 「夏休みのような1ヶ月」ショートムービー
- 工口×工口（ラジオ関西）ゲスト/公開録音（2008年7月）
- 俺たちドラスティックキラー☆公開収録（2008年8月）
- ぽけっとB'sLOG【着声・待受・ぐだぐだ日記】